# Пета Алија
Пети Успон (хебр. העלייה החמישית HaAliyah HaHamishit, дословно:Пети Успон) односи се на пети талас јеврејске имиграције у Палестину из Европе и Азије између 1929. и 1939. године, са доласком 225.000 до 300.000 Јевреја.  Пета Алија, или пети имиграциони талас, почела је након опоравка од економске кризе 1927. у мандатној Палестини и немира у Палестини 1929. године, током периода Четврте Алије.
Овај талас имиграције почео је као пионирски, али је са почетком расног прогона у нацистичкој Немачкој добио карактер масовне миграције између 1933. и 1939. године, са најмање 55.000 Јевреја из Централне Европе који су имигрирали у Палестину или тамо боравили као полустални становници. Арапски немири 1936–1939. у мандатној Палестини ослабили су имиграциони талас, али током 1938–1939. године стигле су хиљаде јеврејских имиграната, неки од њих илегално. Британска Бела књига из 1939. године озбиљно је ограничила јеврејску имиграцију. Почетак Другог светског рата неколико месеци касније такође је спречио имиграцију у мандатну Палестину.

## Узроци „Пете Алије” имиграције
Долазак Хитлера на власт и Нацистичке партије изазвао је огромне поремећаје у животима Јевреја у Немачкој и Источној Европи. Како су нацистички прогони појачавали стисак над јеврејским становништвом, многи који су желели да напусте Немачку били су спречени имиграционим законима Трећег рајха, приморавајући их да остану и суоче се са огромним таласом отвореног антисемитизма који је захватио земљу. У покушају да ублаже овај проблем, јеврејска агенција и нацистичке власти су у августу 1933. године постигле споразум о трансферу, на хебрејском „heskem ha'avara“, којим је предвиђено да се Јеврејима који напуштају Немачку надокнади њихова имовина, иако је немачки закон у то време захтевао да се одрекну своје имовине како би отишли. Ове одредбе су комбиноване са дозволом за увоз немачке робе у Палестину. Иако није био предодређен да буде трајни аранжман, Хааварски споразум је служио интересима обе стране спора и помогао је у олакшавању континуиране јеврејске имиграције у регион.
Размена британског колонијалног управника, нови британски колонијални управник, Артур Вошоп, био је проционистички настројен, одобравајући многе имиграционе дозволе и подстичући јеврејску економију и ционистичко насељавање.
Економски раст у Палестини, споразум о преносу са Немачком који је донео велике количине новца био је полазна тачка за опоравак јеврејске економије у Палестини након кризе крајем 1920-их.
Затварање врата према Сједињеним Државама, 1921. године Сједињене Државе су одлучиле да озбиљно ограниче имиграцију, па чак и током периода Пете алије, САД су држале своја врата затворена за већину имиграната, упркос прогону Јевреја у Европи.
Антисемитизам у свету је превладао, много више режима у углавном европским земљама усвојило је политику антисемитизма која је подстицала нереде, прогон и економска и друштвена ограничења Јевреја.